# 콘라트 로렌츠
콘라트 차하리아스 로렌츠(독일어: Konrad Zacharias Lorenz, 1903년 11월 7일 ~ 1989년 2월 27일)는 오스트리아의 동물행동학자이다. 동물행동학과 비교행동학의 창시자로 꼽힌다.
로렌츠는 자연 속에서 살아가는 동물을 직접 찾아가서 연구하고, 집에 야생동물을 키우기도 하면서 동물 행동에서 본능이 중요한 역할을 한다는 사실을 알았다. 특히 거위와 오리에 대한 연구를 통해 조류는 태어나서 처음 본 움직이는 물체를 어미로 인식하는 본능(각인)을 갖고 있음을 발견한 것으로 유명하다.
1973년에 카를 폰 프리슈·니콜라스 틴베르헌과 함께 동물행동학에 대한 업적으로 노벨 생리학·의학상을 수상했다

## 생애

#### 요약
- 1903년 11월 7일 오스트리아 빈에서 정형외과의의 아들로 태어남
- 1922년 중등학교 졸업 후 아버지의 추천으로 뉴욕 컬럼비아대학에서 의학을 2학기동안 공부함
- 1927년 의학공부중 갈가마귀의 행동을 관찰한 그의 노트를 조류학회지에 발표
- 1928년 빈대학교에서 의학을 전공하고 졸업하여 의사 자격증 획득
- 1933년 비교해부학을 전공으로 동물학 박사학위를 받았다. 조류를 관찰한 연구논문으로 세계적인 명성을 얻는다.
- 1935년 오리와 거위새끼의 학습행동에 관해 기술
- 1940년 쾨니히스부르그대학 심리학교수 부임
- 1942-1944년 2차세계대전 독일군으로 참전
- 1949년 솔로몬왕의 반지 출판
- 1957년 행동문제의 연구법 출판
- 1963년 공격행위에 관하여 출판
- 1973 공동수상자 카를본 프리슈, 니콜라스 틴버겐과 같이 노벨 생리의학상 수상
- 1989년 2월 27일 86세로 죽음

#### 삶
콘라트 로렌츠는 1903년 11월 7일 오스트리아의 수도 빈 교외의 알텐베르크라는 마을에서 정형외과의의 아들로 태어났다. 그의 아버지 아돌프 로렌츠는 성공한 정형외과의로 막대한 부를 축적했고, 콘라트가 태어난 해 빈 교외에 대저택을 완성했다. 로렌츠는 어린 시절을 이 저택에서 보내면서 수많은 동물들을 만나고 그들과 교감할 수 있었다. 또 그 부모님 또한 콘라트가 동물들과 시간을 보내는 것을 배려해주었다.
콘라트는 빈의 쇼텐 김나지움을 우수한 성적으로 졸업했다. 콘라트는 대학에서 고생물학과 동물학을 공부하고 싶었지만 현실적인 금전문제를 생각한 의사였던 아버지의 강권으로 미국 뉴욕 컬럼비아대학에서 의학을 배우게 된다. 그러나 영어실력도 충분치 못했고 알텐베르크의 별장과 자연을 그리워한 로렌츠는 결국 돌아와서 빈대학에서 의학공부를 계속하게 된다. 콘라트는 의학을 공부하면서 동물관찰에도 몰두해 자신이 관찰한 내용들을 모두 관찰일기로 남겨놓았다.
(아버지의 이 강권에는 또다른 이야기가 숨어있다. 콘라트는 한 살때부터 그보다 두 살 더 많은 마르가레테 게프하르트라는 여자를 좋아했고 둘은 어린 시절부터 항상 붙어다니면서 결혼까지 약속한 사이였다. 그러나 부유한 콘라트의 아버지의 눈에는 가난한 정원사의 딸이었던 그녀가 눈에 들어오지 않았고 아버지는 콘라트가 그 마르가레테와의 관계를 끊기를 원했다. 그러던 차에 콘라트가 대학에 갈 나이가 되었고 아버지는 콘라트가 마르가레테와 떨어져서 뉴욕에 가 그와 어울리는 신분의 여자를 만나기를 바랐던 것이다. )
로렌츠의 알텐베르크 저택에는 항상 동물들이 가득했다. 정원에는 기러기 오리 등을 비롯한 새들로 붐볐고 앵무새, 카나리아, 나이팅게일이 있었다. 집안은 수족관으로 가득 차있었고 긴꼬리원숭이와 같은 이국적인 동물들 또한 심심찮게 볼 수 있었다.
그의 세밀한 관찰을 바탕으로 한 로렌츠의 첫 논문인<갈가마귀 관찰>이 1927년 10월 <조류학회>에 실리게 된다. 로렌츠는 이 논문으로 인해 평생 스승인 슈트레제만과 하인로트와의 인연을 맺게 된다. 로렌츠가 1937년 회색기러기를 키우기 시작하면서 새로운 관찰이 시작되었고 이 관찰이 훗날 비교행동학의 시초가 되었다. 로렌츠는 회색기러기가 키우던 오리보다 저렴한 비용으로 키울 수 있었기 때문에 회색기러기를 선택했다고 한다. 그는 이 연구에서 “각인” 이라 불리는 현상을 관찰한다. 한 거위새끼가 알에서 부화했을 때 처음 본 것을 그의 어미로 인식하고 따라다니는 것을 목격한 것이다. 이 발견으로 인해 나온 저술이 동료 연구가인 니콜라스 틴버겐과 함께 집필한 <회색기러기가 알을 굴리는 행동에 나타나는 본능동작과 자극에 의한 동작>이다.
1939년 제 2차 세계대전이 발발하자 그는 나치의 편을 들어 독일군에 참전했다. 이에는 그의 오스트리아 국적이 크게 작용했을 것으로 보인다. 이 일은 그의 인생을 평가할 때 큰 오점으로 남아있다. 1948년 오스트리아로 돌아와서 알텐베르크 비교행동학연구소 소장으로 일했다 1950년에는 베스트팔렌 불데른의 막스플랑크 연구소에 비교생태학과를 설립했으며 1954년 연구소의 공동 책임자가 되었다. 이 시점에 그의 대표작들인 <공격성에 대하여>, <솔로몬왕의 반지>등이 출간된다. 제비센의 막스플랑크 행동생리학 연구소 소장을 지냈으며 카를 폰 프리슈•니콜라스 틴버겐과 함께 동물의 행동 양상에 대해 발견하여 노벨 생리학•의학상을 수상했다.

## 업적

### 비교 행동학(동물 행동학)

#### 방법론적 접근
인간과 자연을 따로 떼어놓고 보는 사람은 있을지라도 인간 외의 다른 동물들을 자연과 아주 별개의 것으로 보는 사람들은 그리 많지 않을 것이다. 이는 그만큼 동물이 자연과 뗄래야 뗄 수 없는 존재이고(물론 인간도 마찬가지이지만, 동물과 인간에 대해서는 후에 다룰 것이다.) 거의 모든 동물행동학자들이 동물을 관찰하는 여러 방법들 중에 자연에서의 동물의 행동양상을 관찰하는 방법이 가장 타당하다는 의견에 뜻을 모으는 것 중의 하나이다. 동물학자들이 자연환경에서의 동물행동에 집착하는 가장 큰 이유들 중 하나는 뒤에 본격적으로 다룰 본능이라는 개념에 있다. 본능은 하나의 개체로 태어나서 학습하지 않고도 얻는 형질이나 행동 양상들 중 특별한 것들을 일컫는다. 이 본능은 대부분의 경우 그 동물의 삶의 방식과 크게 연관되어 있으며 이 삶의 방식이라 함은 또한 자연상태에서의 동물행동을 뜻하므로 본능과 관련된 연구를 충실하게 이행하기 위해서는 자연상태에서의 관찰이 필수불가결한 것이다. 동물행동학자들의 연구는 관찰로부터 시작된다. 이러한 관찰법은 충분한 양과 질의 자료가 모였을 때 이를 다른 동물들의 행동양상과 비교하고 분석함으로 좀더 일반적인 명제나 법칙 수립의 단계로 나아간다.

### 본능적 행동
본능은 동물행동학자들에게 중요한 주제들 중 하나이다. 일상적인 의미에서 본능이라 함은 학습되지 않은 행동 모두를 일컫는다. 그러나 동물행동학자들에게 있어서 본능이란 이보다 조금 더 특별한 행동들을 말한다. 먼저, 본능은 본능을 유발하는 특수한 외부자극에 의해 발현된다. 예를 들어 일반적인 조류, 구체적으로 닭을 보면 얼핏 보기에 암탉은 병아리가 위험에 처했을 때 이를 구하기 위해 날갯짓, 울음소리내기 등을 하는 것으로 보이지만 자세한 관찰과 과학적 실험에 따르면 암탉은 병아리의 울음소리에 자극을 받아 이와 같은 행동을 한다는 것을 알 수 있다. 간단한 실험으로는 통제변인을 병아리의 울음소리로 한 실험을 생각해 볼 수 있는데 암탉 앞에 위험에 처한 병아리를 첫 번째는 소리가 들리는 상태에서, 두 번째는 소리가 들리지 않는 상태에서 두고 관찰하는 것이다. 실험을 수행한 결과 암탉은 특정한 병아리의 소리에만 반응했는데 이는 브루크너의 실험에서 입증되었다.
마찬가지로 세 갈래 가시고기의 수컷들은 특수한 자극에 대해 싸우려는 경향을 보인다. 봄이 되면, 다 자란 수컷은 영토를 차지하여 둥우리를 틀고 암컷을 유혹한다. 다른 가시고기가 그 영토에 들어왔을 때 침입자 배에 붉은 반점이 있느냐 없느냐에 따라 싸울지 말지를 결정한다. 만약 산란기에 있는 암컷이 자신의 영토에 들어오면 수컷의 행동은 달라진다. 수컷이 암컷을 향해 움직일 때 암컷은 볼록한 배를 내보이며 몸을 위로 뒤집는다. 이 자극은 수컷으로 하여금 지그재그 춤을 추게 하는데, 이 춤은 암컷이 접근해도 좋다는 신호가 된다. 암컷이 접근하면 수컷은 둥지로 되돌아가는데, 둥지에서 다시 한번 암컷에게 들어오라는 신호를 보낸다. 이처럼 복잡한 의식은 알이 부화될 때까지 계속되며, 의식의 각 부분은 특수한 유발자극(specific releasing stimulus)에 의해 좌우된다.
이런 본능의 특성은 크게 몇 가지로 대표되는데 이는 특수한 유발자극을 필요로 하고, 종 특유의 것이며(종에 의존하며), 고정된 행위양상을 보이고, 진화의 산물로서 생존가치를 보인다는 것이다. 때때로 본능이라고 불리는 것들 중에 그 과정에서 일부 고정되지 않은 행위양상을 보이는 예를 볼 수 있다. 송골매의 경우 먹이를 탐색하는 과정에서 이전에 먹이를 발견했던, 즉 확률이 높은 지역을 다분히 임의적으로 배회한다. 그러나 일단 먹이를 찾고 나서 송골매가 급강하하여 먹이를 낚아채 나무위로 올라가는 일련의 행동은 판에 박은 듯한, 다시 말해 고정된 행위양상임에 틀림없다. 이와 같은 본능의 특성들은 이와 헷갈리기 쉬운 반사운동이나 일반적 추동행위 즉 배고픔과 같은 것과 본능을 구분 지어주는 열쇠가 된다. 반사운동의 경우 특수한 외부의 유발작용이 없다. 여기서 말하는 “특수한” 유발자극이라 함은 일대일 대응, 즉 한 가지의 작용이 상당히 선택적으로 특정행위를 이끌어낸다라는 의미를 내포하고 있다. 예를 들어 눈을 깜빡이는 것은 먼지, 바람, 빛 등 여러 요인들로 인해 일어날 수 있다. 또한 배고픔과 같은 일반적인 추동은 여러 종에 걸쳐 일어나므로 종에 의존한다고 할 수 없다.
본능의 또 다른 원리이기도 하며 본능을 유발시키는 배후의 추동요소(drive component)는 본능적 행동을 하게 하는 내적 충동이라고 할 수 있다. 그러므로 만약 특정 본능적 행위가 오랫동안 자극되지 않으면 내적인 추동요소가 쌓이고 쌓여서 비교적 덜 확실한 자극에도 반응하게 된다. 예를 들어 특수한 유발자극을 갖추지 못한 암컷에게 수컷이 구애하는 것을 들 수 있다. 심지어 어떤 경우에는 내적 압력이 매우 높아져서 아무런 자극도 없는 ‘진공상태에서’ 도 고정 행동패턴이 나타나게 된다.

#### 각인
특수한 유발자극에 대한 동물의 반응은 대개 선천적인 경우이다. 그러나 대부분의 경우, 동물은 태어날 때 이에 대한 지식을 갖지 않고 태어난다. 본능의 전반적 양상은 선천적으로 갖추고 있지만 일부 유발자극에 대한 지식은 부족한 것이다. 이 지식이 초기의 결정적 시기에 갖춰질 때 이를 각인(imprinting)이라고 한다. 특히 조류나 포유류의 많은 새끼 종들이 유발자극에 대한 불완전한 지식을 갖춘 채 세상에 태어난다. 이는 마치, 한 새끼 거위가, “나는 내가 따라야 할 본능이 있다는 것을 알아, 내가 단 하나의 파일에 담겨 있다는 것도 알아, 또한 유발자극에 관해서도 무언가는 알아－움직이는 것은 엄마야. 그런데 엄마는 어떻게 생겼을까?” 라고 생각하는 것과 같다. 이것이 바로 초기의 결정적 시기에 자기가 본 움직이는 첫 번째 물체를 따라가는 특성을 가진 조류가 배운 것이다. 보통의 경우 이 움직이는 첫 번째 물체는 어미 거위이다. 그러나 어미 거위 대신에 로렌츠가 새끼들을 키웠더니, 거위 새끼들은 그를‘어미’로 여겼다. 이들은 같은 종인 다른 거위들을 무시한 채 로렌츠가 가는 곳마다 열심히 줄지어 따라다녔다(그림1 참조). 즉 거위 새끼들은 로렌츠를 각인했다.
비록 로렌츠가 각인을 관찰한 최초의 연구자는 아니지만, 그는 각인이 결정적 시기(critical period) 동안에 일어남을 최초로 언급했다. 각인은 어린 동물이 일단 생후 초기의 특정한 시기 동안 어떤 대상에 노출되어 그 뒤를 따르게 되면 그 대상에 애착하게 되는 것을 의미한다. 만약 결정적 시기 이전이나 이후에 대상에 노출되면 애착은 형성되지 않는다. 일단 결정적 시기가 경과해 버리면, 그 동물로 하여금 다른 대상에게 애착하도록 유도하는 것이 불가능해진다.
로렌츠는 또한 각인되는 대상의 범위가 종에 따라 각기 다르다는 것을 발견했다. 새끼 거위는 움직이는 것이면 어느 것이나 각인한다(몇 마리는 움직이는 보트에도 각인했다). 반대로 물오리 새끼들은 보다 까다로워서, 로렌츠가 어떤 높이 이하로 몸을 구부리고 꽥꽥거리는 소리를 지르면서 움직일 때만 그에게 각인했다. 다시 말해서 물오리 새끼는 양친의 적절한 어떤 측면에 대한 선천적인 기준을 갖고 있는 것이다. 따라서 각인이란 시각적 패턴이 그 나머지 부분을 채우는 것이다. 각인은 새끼의 추종반응뿐 아니라 그 이후의 사회적 행동을 결정짓기도 한다. 특히 초기 각인은 후의 성적 취향에 영향을 미칠 수 있다. 로렌츠가 체험한 바에 의하면, 그의 이웃이 기르던, 개별적 경험에 의해서 인간에게 각인된 그 갈가마귀는 성적인 성숙기에 이르렀을 때 로렌츠에게 구애했다고 한다. 그 새는 전형적인 갈가마귀의 의식인 상대의 입에 벌레는 집어넣는 방법으로 로렌츠를 유혹하려 했다. 이 새는 생의 초기에 오직 인간에게만 노출되었던 까닭에 성적 대상으로 인간에게 초점을 두었던 것이다. 성적 각인의 결정적 시기는 어미를 따르는 각인과는 시기적으로 다르겠지만, 역시 매우 초기에 나타나며 실제 성행동이 나타나기 훨씬 전에 나타난다.
지금까지는 사회적 애착, 즉 양친애착과 성애착의 형성에 대해 다루었다면, 지금부터는 각인과 같은 과정이 영토나 먹이, 혹은 노래에 대한 학습 등 다른 종류의 학습에 대해서도 영향을 줄 수 있음을 얘기하겠다. 말러와 타무라는 그들의 선구적인 연구에서, 샌프란시스코 지역의 흰줄머리 참새는 초기 결정적 시기에 자기 종의 노래의 일정 측면을 학습한다. 노래 전체를 다 학습하지는 않지만 결정적 시기 동안에 일종의 ‘지역 사투리’를 배우게 된다. 다른 연구자들도 노래하는 새들의 수많은 종들에게서 유사한 발견을 했다.
그럼에도 불구하고 각인에 관한 대부분의 연구는 사회적 애착의 형성, 특히 초기의 추종반응에 중점을 두고 있다. 이런 연구들 중에는 로렌츠의 초기 이론에 대해 의문을 제기하는 것들도 있다. 로렌츠는 처음에 양친에게 각인하는 것은 초개체적인 것이라고 주장했다. 즉 특수한 종인 어미에게 각인하는 것이지 개별적인 어미에게 각인하는 것은 아니라고 생각했다. 그러나 몇몇 동물행동학자들이 개별적인 어미에게 각인하는 다른 종들을 발견했고, 로렌츠도 그 후 자신의 관점을 수정했다. 다른 연구들, 특히 실험실에서 수행된 연구들은 각인이 완전히 불변적이라는 로렌츠의 가설에 의문을 제기했다. 특히 만일 감각박탈 조건에서 조류를 키운다면 느리게 성장할 수 있고, 그렇게 하면 결정적 시기도 늦출 수 있을 것이다. 그래서 일부 연구자들은 ‘결정적 시기’라는 용어보다 좀 더 융통성 있는 ‘민감기’라는 용어를 더 선호하기도 한다. 몇몇 동물행동학자들은 결정적 시기 혹은 민감기의 범위와 연관된 조건에 대해 연구했다. 큰 관점에서 보면, 그것이 시작되는 시기는 내적인 성숙적 촉발이 일어나는 시기이다. 어린 동물은 각인할 어미를 자발적으로 찾는다. 로렌츠는 어린 거위들이 마치 길을 잃고 외로워서 내는 소리처럼 높은 울음소리를 내면서 누군가 따라가야 할 상대를 찾는 것처럼 행동했다고 말했다. 헤스는 공포반응이 시작될 때 결정적 시기는 끝난다는 증거를 제시했다. 어린 동물이 일단 공포반응을 시작하면, 그것은 새롭거나 낯선 대상을 피하면서 대신 각인된 어미 곁에 있으려 한다는 것이다. 결정적 시기를 연장하는 방법을 연구하는 실험실 연구자들도 결정적 시기가 끝나는 시점이 바로 공포반응의 시작점이라고 인식하고 있다.
동물행동학자들은 또한 각인의 적응가치에 관해 궁금해했다. 집단으로 생활하고, 출생 후 곧 움직이며, 천적의 강한 압력 하에 있는 조류 및 포유류에 있어서 각인은 매우 이르고 또 강한 애착기제로써 진화되었다. 그런 종들에서 추종반응의 신속한 형성은 위험한 상황에 처했을 때, 도망치는 양친을 새끼들이 따라갈 수 있도록 해 준다.
그러나 각인이 과연 필요한지에 대한 의문은 여전히 남는다. 다시 말해서, 공격받기 쉬운 모든 종들의 새끼들은 왜 처음부터 양친에 대해 미리 확고하게 형성된 상태로 태어나지 않을까? 이에 대한 베이트슨의 하나의 제안적인 답으로는, 다 자란 종의 모습은 흔히 시간의 흐름에 따라 변하고 달라지기 때문에, 어린 종들로서는 자신의 양친이 누구인가에 대해서 발견할 기회를 여러 번 갖게 된다는 것이 있다. 비록 각인이 어떤 종에 있어서는 매우 이른 시기에 신속하게 일어나는 과정이긴 하지만, 침팬지 같은 영장류를 포함한 광범위한 종에서는 다른 형태의 각인이 나타난다. 침팬지 새끼는 출생 후 3, 4개월이 지나야 비로소 같이 서식하는 다른 침팬지에게 관심을 보이기 시작하며, 그 후 침팬지들은 어미에 대한 뚜렷한 애착을 보이고 다른 침팬지에 대해서는 경계하기 시작한다. 이 시기 후에 새끼들은 더욱 어미 곁에 머무르고 수시로 어미에게 되돌아오곤 하며, 만약 어미가 떠난다는 어떤 신호를 보이면 새끼들은 달려들어 어미에게 올라타곤 한다. 이렇듯 새끼 침팬지들은 생의 특정 시기 동안 특별한 대상에게 확실히 애착을 하게 된다. 또한 이와 유사한 과정이 인간의 유아에게서도 나타난다.

## 작품
- 솔로몬의 반지(King Solomon's Ring, 1949) (Er redete mit dem Vieh, den Vögeln und den Fischen, 1949)
- 인간, 개를 만나다(Man Meets Dog, 1950) (So kam der Mensch auf den Hund, 1950)
- Evolution and Modification of Behaviour (1965)
- 공격성에 대하여(On Aggression, 1966) (Das sogenannte Böse. Zur Naturgeschichte der Agression, 1963)
- Studies in Animal and Human Behavior, Volume I (1970)
- Studies in Animal and Human Behavior, Volume II (1971)
- Motivation of Human and Animal Behavior: An Ethological View. With Paul Leyhausen (1973). New York: D. Van Nostrand Co. ISBN 0-442-24886-5
- 거울의 이면(Behind the Mirror: A Search for a Natural History of Human Knowledge, 1973) (Die Rückseite des Spiegels. Versuch einer Naturgeschichte menschlichen Erkennens, 1973)
- 현대문명이 범한 여덟가지 죄악(Civilized Man's Eight Deadly Sins, 1974) (Die acht Todsünden der zivilisierten Menschheit, 1973)
- 야생 거위와 보낸 일년(The Year of the Greylag Goose, 1979) (Das Jahr der Graugans, 1979)
- The Foundations of Ethology (1982)
- Here I Am - Where Are You? - A Lifetime's Study of the Uncannily Human Behaviour of the Greylag Goose. (1988). Translated by Robert D. Martin from Hier bin ich - wo bist du?.
- The Natural Science of the Human Species: An Introduction to Comparative Behavioral Research - The Russian Manuscript (1944–1948) (1995)

## 같이 보기
- 각인